# Diplazon quadrincisus
Diplazon quadrincisus är en stekelart som först beskrevs av Maximilian Spinola 1851.  Diplazon quadrincisus ingår i släktet Diplazon och familjen brokparasitsteklar. Inga underarter finns listade i Catalogue of Life.